# إدي كاستيلس
إدي كاستيلس مواليد 19 أغسطس 1960، هو مدرب كرة سلة بلجيكي ولاعب معتزل. يدرب حاليا منتخب بلجيكا لكرة السلة. يبلغ طوله 6 قدم 3 بوصة (1.9 م).

## الإنجازات
- الدوري البلجيكي لكرة السلة الدرجة الأولى: 2000، 2002، 2008
- كأس بلجيكا لكرة السلة: 2000